# Tabanus flavimarginatus
Tabanus flavimarginatus är en tvåvingeart som beskrevs av Schuurmans Stekhoven 1926. Tabanus flavimarginatus ingår i släktet Tabanus och familjen bromsar. Inga underarter finns listade i Catalogue of Life.